# Murieje
Murieje – miasto w Angoli, w prowincji Lunda Południowa.